# 長野和吉
長野 和吉（ながの わきち、1921年11月21日 - 2024年12月8日）は、日本の経営者。三菱ガス化学社長を務めた。大分県出身。

## 経歴・人物
1944年に東京帝国大学法学部を卒業し、1946年11月に三菱銀行に入行。1956年11月に日本瓦斯化学工業(のちの三菱ガス化学)に転じ、1964年5月に取締役に就任し、1968年11月に常務、1971年11月に専務、1979年6月に副社長を経て、1981年6月に社長に就任。1988年6月には会長に就任し、1995年6月には相談役に退いた。
1984年4月に藍綬褒章を受章し、1994年11月には勲二等瑞宝章を受章を受章。
2024年12月8日、死去。103歳没。